# Xenohelea nuansriae
Xenohelea nuansriae är en tvåvingeart som beskrevs av Wirth och Ratanaworabhan 1981. Xenohelea nuansriae ingår i släktet Xenohelea och familjen svidknott. Inga underarter finns listade i Catalogue of Life.